# Théâtre antique de Petit-Mars
Le théâtre antique de Petit-Mars est un édifice de spectacles construit sur le site de Silva Martis, aujourd'hui Petit-Mars dans le département français de la Loire-Atlantique.
Ce théâtre, qui fait partie d'une agglomération secondaire ou d'un sanctuaire, est construit en limite de marais modernes. Fouillé au milieu des années 1880, la largeur de son mur de façade est un peu supérieure à 73 m.

## Localisation

Site antique de Petit-Mars.

Le théâtre fait partie d'un site antique, possible agglomération secondaire en territoire namnète, à proximité de la voie reliant Angers à Vannes et à 20 km au nord de Nantes. Il est peut-être associé à un sanctuaire non localisé, ainsi qu'à un édifice mal caractérisé que Léon Maître assimile sans certitude à un hippodrome ou un cirque à moins que ce ne soit le téménos du sanctuaire ; à quelques centaines de mètres de distance, ces deux monuments se font face.
Dans la géographie moderne, le théâtre se situe à environ 400 m au sud du Vieux-Bourg et à 1,2 km au sud-ouest du centre-bourg de Petit-Mars, en bordure des marais liés à la proximité de l'Erdre et qui ont remplacé la lande qui a elle-même succédé à la forêt défrichée dans l'Antiquité ; le site est périodiquement inondé au gré de la fluctuation du niveau des marais, notamment lorsque les crues de la Loire remontent dans l'Erdre.

## Histoire
Les plus anciennes mentions du site apparaissent dans un registre paroissial de 1585 annoté vers 1720 par le curé et signalant des vestiges de temples, de palais ou de châteaux antiques alors que la tradition locale rapporte la présence d'une voie romaine. Les fouilles réalisées par Léon Maître en 1884 et 1885 sur la base de ce document et d'indications orales des habitants sont à l'origine des seules données disponibles sur ce théâtre dont l'histoire, comme celle du site dans son ensemble, est mal documentée.
En l'absence de tout élément probant, le style  architectural des parements des murs suggère une construction au premier siècle de notre ère.

## Description
L'édifice de spectacles de Petit-Mars semble être un théâtre de type gallo-romain dont la cavea tournée vers l'ouest outrepasse le demi-cercle ; le diamètre de cette cavea est de 57 m. Aucun relief du terrain ne permet d'y adosser le monument dont la hauteur maximale est évaluée à 10 m en se basant sur les vestiges des murs retrouvés.
Deux murs annulaires espacés de 4,20 m encadrent vraisemblablement une galerie périphérique limitant le contour de la cavea qui n'est pas courbe, mais constitué d'une succession vingt-deux segments de droite ; cette architecture particulière semble également adoptée au théâtre du site de Mauves-sur-Loire, distant de 10 km environ. Un troisième mur, rectiligne, limite le monument à l'ouest ; il est renforcé à ses extrémités, au contact des murs annulaires de la cavea et sa largeur atteint 73 m. Les fondations sont constituées de gros blocs irréguliers tandis que les parements de tous ces murs sont exclusivement confectionnés en petit appareil de moellons, sans recours à des terres cuites architecturales.
Dans la cavea, mais déporté latéralement par rapport à son axe médian, un bloc de maçonnerie (4,60 × 3,80 m) est interprété comme la base d'un autel ou d'un édicule à fonction judiciaire. Les gradins de l'édifice, qui est partiellement couvert de tegulae, sont probablement en bois.